# 髙木彰人
髙木 彰人（たかぎ あきと、1997年8月4日 - ）は、大阪府堺市出身のプロサッカー選手。Jリーグ・SC相模原所属。ポジションはフォワード。

## 来歴
中学時代からのガンバ大阪アカデミー出身。2011年、飛び級でU-15日本代表に選出され、AFC U-16選手権（予選）に出場。ガンバ大阪ジュニアユースではスピードとパワーを兼ね備えた国内トップクラスのストライカーとしてチームを牽引し、2012年には史上初となるU-15年代全国3冠を達成した。
2013年にユースへ昇格し、高校2年の2014年4月にトップチームに2種登録された。同月16日、ナビスコカップのサガン鳥栖戦で先発し、宇佐美貴史の記録を上回るクラブ史上最年少（16歳8カ月12日）での公式戦デビューを果たした。前半のみの出場となったが、裏への飛び出しで先制点の起点になるなど攻守に躍動し、チームの勝利に貢献した。高校3年の2015年にはトップチームのキャンプに参加し、ユースでは年代別代表でも務めるサイドハーフで主に起用された。
2015年11月24日、2016年シーズンからのトップチーム昇格内定が発表された（同期昇格は初瀬亮、市丸瑞希、堂安律）。2016年4月10日、ガンバ大阪U-23の一員として出場したJ3第4節・セレッソ大阪U-23戦にてJリーグ初得点を記録。
2017年2月22日、ACL第1節のアデレード・ユナイテッドFC戦で後半途中から投入されてACLデビューを飾った。3月5日、第2節の柏レイソル戦では後半途中から投入されてJ1デビューを飾った。4月11日、ACL第4節の江蘇蘇寧戦で初先発を果たした。2019年5月には同月開催のG大阪U-23の試合で、3試合連続得点を含む4得点を記録した事が選考委員から評価され、月間MVP（J3部門）を受賞した。7月3日、天皇杯2回戦のカマタマーレ讃岐戦で後半から途中出場し、トップチーム初得点を含む2得点を決めた。7月21日、G大阪U-23の一員として出場したJ3第17節・C大阪U-23戦にてプロ入り後初のハットトリックを記録し、同節終了時点でJ3得点ランク1位となる11得点をマークした。
2019年7月25日、J2・モンテディオ山形に育成型期限付き移籍で加入することが発表された。7月27日、第24節の徳島ヴォルティス戦で後半途中から移籍後初出場し、初得点を決めた。
2020年1月8日、松本山雅FCに期限付き移籍することが発表された。
2021年1月7日、ザスパクサツ群馬への完全移籍が発表された。2022年6月22日、天皇杯3回戦のJ1・浦和レッズ戦で決勝点を決めて勝利に貢献し、番狂わせを呼び込んだ。2023年11月17日、契約満了が発表された。
2024年、SC相模原に加入した。

## 所属クラブ
- SSクリエイト
- 2010年 - 2012年 ガンバ大阪ジュニアユース（堺市立晴美台中学校）
- 2013年 - 2015年 ガンバ大阪ユース（追手門学院高等学校）
  - 2014年 - 2015年 ガンバ大阪（2種登録選手）
- 2016年 - 2020年  ガンバ大阪
  - 2019年7月 - 12月  モンテディオ山形（育成型期限付き移籍）
  - 2020年  松本山雅FC（期限付き移籍）
- 2021年 - 2023年  ザスパクサツ群馬
- 2024年 -  SC相模原

## 個人成績
| 国内大会個人成績 | 国内大会個人成績 | 国内大会個人成績 | 国内大会個人成績 | 国内大会個人成績 | 国内大会個人成績 | 国内大会個人成績 | 国内大会個人成績 | 国内大会個人成績 | 国内大会個人成績 | 国内大会個人成績 | 国内大会個人成績 |
| 年度             | クラブ           | 背番号           | リーグ           | リーグ戦         | リーグ戦         | リーグ杯         | リーグ杯         | オープン杯       | オープン杯       | 期間通算         | 期間通算         |
| 年度             | クラブ           | 背番号           | リーグ           | 出場             | 得点             | 出場             | 得点             | 出場             | 得点             | 出場             | 得点             |
| 日本             | 日本             | 日本             | 日本             | リーグ戦         | リーグ戦         | リーグ杯         | リーグ杯         | 天皇杯           | 天皇杯           | 期間通算         | 期間通算         |
| ---------------- | ---------------- | ---------------- | ---------------- | ---------------- | ---------------- | ---------------- | ---------------- | ---------------- | ---------------- | ---------------- | ---------------- |
| 2014             | G大阪            | 37               | J1               | 0                | 0                | 1                | 0                | 0                | 0                | 1                | 0                |
| 2015             | G大阪            | 37               | J1               | 0                | 0                | 0                | 0                | 0                | 0                | 0                | 0                |
| 2016             | G大阪            | 37               | J1               | 0                | 0                | 0                | 0                | 0                | 0                | 0                | 0                |
| 2017             | G大阪            | 37               | J1               | 7                | 0                | 0                | 0                | 0                | 0                | 7                | 0                |
| 2018             | G大阪            | 18               | J1               | 0                | 0                | 1                | 0                | 0                | 0                | 0                | 0                |
| 2019             | G大阪            | 18               | J1               | 0                | 0                | 1                | 0                | 1                | 2                | 2                | 2                |
| 2019             | 山形             | 37               | J2               | 10               | 1                | -                | -                | 0                | 0                | 10               | 1                |
| 2020             | 松本             | 18               | J2               | 12               | 0                | 1                | 0                | -                | -                | 13               | 0                |
| 2021             | 群馬             | 39               | J2               | 23               | 1                | -                | -                | 3                | 1                | 26               | 2                |
| 2022             | 群馬             | 39               | J2               | 22               | 1                | -                | -                | 2                | 2                | 24               | 3                |
| 2023             | 群馬             | 39               | J2               | 13               | 0                | -                | -                | 1                | 0                | 14               | 0                |
| 2024             | 相模原           | 14               | J3               | 25               | 2                | 0                | 0                | 2                | 1                | 27               | 3                |
| 通算             | 日本             | 日本             | J1               | 7                | 0                | 3                | 0                | 1                | 2                | 11               | 2                |
| 通算             | 日本             | 日本             | J2               | 80               | 3                | 1                | 0                | 6                | 3                | 86               | 6                |
| 通算             | 日本             | 日本             | J3               | 25               | 2                | 0                | 0                | 2                | 1                | 27               | 3                |
| 総通算           | 総通算           | 総通算           | 総通算           | 112              | 5                | 4                | 0                | 9                | 6                | 124              | 11               |

- 2014年・2015年は2種登録選手

| 2016   | G大23  | 37     | J3     | 23 | 1  | 23 | 1  |
| 2017   | G大23  | 37     | J3     | 1  | 0  | 1  | 0  |
| 2018   | G大23  | 18     | J3     | 32 | 5  | 32 | 5  |
| 2019   | G大23  | 18     | J3     | 17 | 11 | 17 | 11 |
| 通算   | 日本   | 日本   | J3     | 73 | 17 | 73 | 17 |
| 総通算 | 総通算 | 総通算 | 総通算 | 73 | 17 | 73 | 17 |

その他の公式戦
- 2025年
  - 神奈川県サッカー選手権大会 1試合0得点

| 国際大会個人成績 | 国際大会個人成績 | 国際大会個人成績 | 国際大会個人成績 | 国際大会個人成績 |
| 年度             | クラブ           | 背番号           | 出場             | 得点             |
| AFC              | AFC              | AFC              | ACL              | ACL              |
| ---------------- | ---------------- | ---------------- | ---------------- | ---------------- |
| 2016             | G大阪            | 37               | 0                | 0                |
| 2017             | G大阪            | 37               | 2                | 0                |
| 通算             | AFC              | AFC              | 2                | 0                |

- 公式戦初出場 - 2014年4月16日 ナビスコ杯予選リーグ第3節 vsサガン鳥栖（ベストアメニティスタジアム）
- Jリーグ初出場 - 2016年3月13日 J3第1節 vsY.S.C.C.横浜（市立吹田サッカースタジアム）
- Jリーグ初得点 - 2016年4月10日 J3第4節 vsセレッソ大阪U-23（市立吹田サッカースタジアム）
- Jリーグ初ハットトリック - 2019年7月21日 J3第17節 vsセレッソ大阪U-23（ヤンマースタジアム長居）

## タイトル

### クラブ
ガンバ大阪ジュニアユース
- 関西サンライズリーグ：3回（2010年 - 2012年）
- JFAプレミアカップ：1回（2012年）
- 日本クラブユースサッカー選手権：1回（2012年）
- 高円宮杯全日本ユース選手権：1回（2012年）

ガンバ大阪ユース
- 高円宮杯プレミアリーグWEST：1回（2015年）

SC相模原
- 神奈川県サッカー選手権大会：2回（2024年、2025年）

### 個人
- J3リーグ・月間MVP：1回（2019年5月）
- 日本クラブユースサッカー選手権 MIP（2011年）
- 日本クラブユースサッカー選手権 MVP（2012年）

## 代表歴
- U-15日本代表
  - AFC U-16選手権2012 (予選)（2012年）
- U-16日本代表
  - モンテギュー国際大会（2013年）
- U-17日本代表
  - 第18回国際ユースサッカー in 新潟（2014年）
  - サニックス杯国際ユースサッカー大会（2014年）
  - 第21回バツラフ・イェジェク国際ユーストーナメント（2014年）
- U-18日本代表
  - 長安フォードカップ（2015年）
  - AFC U-19選手権2016 (予選)（2015年）
- U-19日本代表
  - 水原JSカップ U-19国際ユースサッカー大会（2016年）
  - Panda Cup（2016年）
  - NTC招待大会（2016年）
- U-20日本代表
  - ドイツ遠征（2017年）
  - FIFA U-20ワールドカップ（2017年）
  - AFC U-23選手権2018 (予選)（2017年）
- U-21日本代表
  - AFC U-23選手権（2018年）